# Liste der Kulturdenkmäler in Winterwerb
In der Liste der Kulturdenkmäler in Winterwerb sind alle Kulturdenkmäler der rheinland-pfälzischen Ortsgemeinde Winterwerb aufgeführt. Grundlage ist die Denkmalliste des Landes Rheinland-Pfalz (Stand: 8. Dezember 2023).

## Einzeldenkmäler
| Bezeichnung | Lage                | Baujahr | Beschreibung                                                 | Bild |
| ----------- | ------------------- | ------- | ------------------------------------------------------------ | ---- |
| Wohnhaus    | Hauptstraße 15 Lage | 1720    | Fachwerkhaus, teilweise massiv und verkleidet, wohl von 1720 | BW   |